# Haut-commissariat du Royaume-Uni au Canada

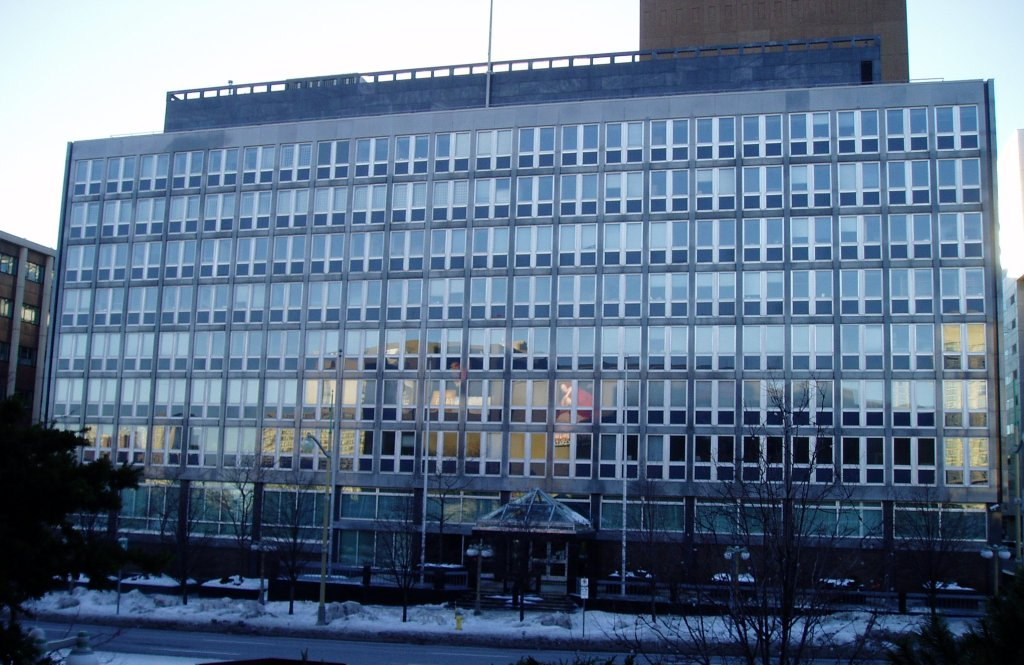
L'ancien Haut-Commissariat à Ottawa

Le Haut-commissariat du Royaume-Uni au Canada est la principale mission diplomatique du Royaume-Uni au Canada. Il est situé au 80, rue Elgin, dans le centre-ville d'Ottawa, en face du Centre national des Arts et non loin de la colline du Parlement.

## L'histoire
Le Haut-commissariat du Royaume-Uni au Canada est située au 80 Rue Elgin au centre d'Ottawa, face au Centre national des arts et non loin de la Colline du Parlement. Le bâtiment actuel fut inauguré en 1964. Précédemment le site abritait l'Union Hotel, construit dans les années 1850 puis démoli en 1962.
L'actuel Haut-commissaire est Anthony Cary, qui a remplacé Julian Evans, qui assurait l'intérim, en février 2007. Julian Evans avait remplacé David Reddaway en août 2006. Le Royaume-Uni possède un Consulat-général à Toronto, Montréal, et Vancouver. Il a des Consuls honoraires à Saint-Jean, Halifax, Québec et Winnipeg. Le Haut-commissariat représente également les colonies et dépendances de la Couronne au Canada. Le Haut-commissaire réside à Earnscliffe, un manoir sur la rivière des Outaouais.
En 2019, le gouvernement britannique a annoncé la construction d'un nouveau bâtiment pour le haut-commissariat, sur un terrain situé à côté d'Earnscliffe. L'ouverture du nouveau bâtiment est prévue pour juillet 2022.

## Source
- (en) Cet article est partiellement ou en totalité issu de l’article de Wikipédia en anglais intitulé « British High Commission, Ottawa » (voir la liste des auteurs).

- Représentations diplomatiques au Canada